# Harry Von Tilzer
Harry Von Tilzer (rozený Aaron Gumbinsky, známý také jako Harry Gumm; 8. července 1872 Detroit, Michigan — 10. ledna 1946 New York, New York) byl americký skladatel, písničkář, vydavatel a umělec vaudeville.

## Raný život
Narodil se v Detroitu ve státě Michigan. Jeho rodiče, Sarah (Tilzer) a Jacob Gumbinsky, byli polští židovští přistěhovalci. Harry se ve věku 14 let připojil ke kočovnému cirkusu, kde přijal příjmení své matky, k němuž si ještě přidal německý přídomek „Von“. Po jeho vzoru si nakonec příjmení změnili i jeho bratři.

## Kariéra

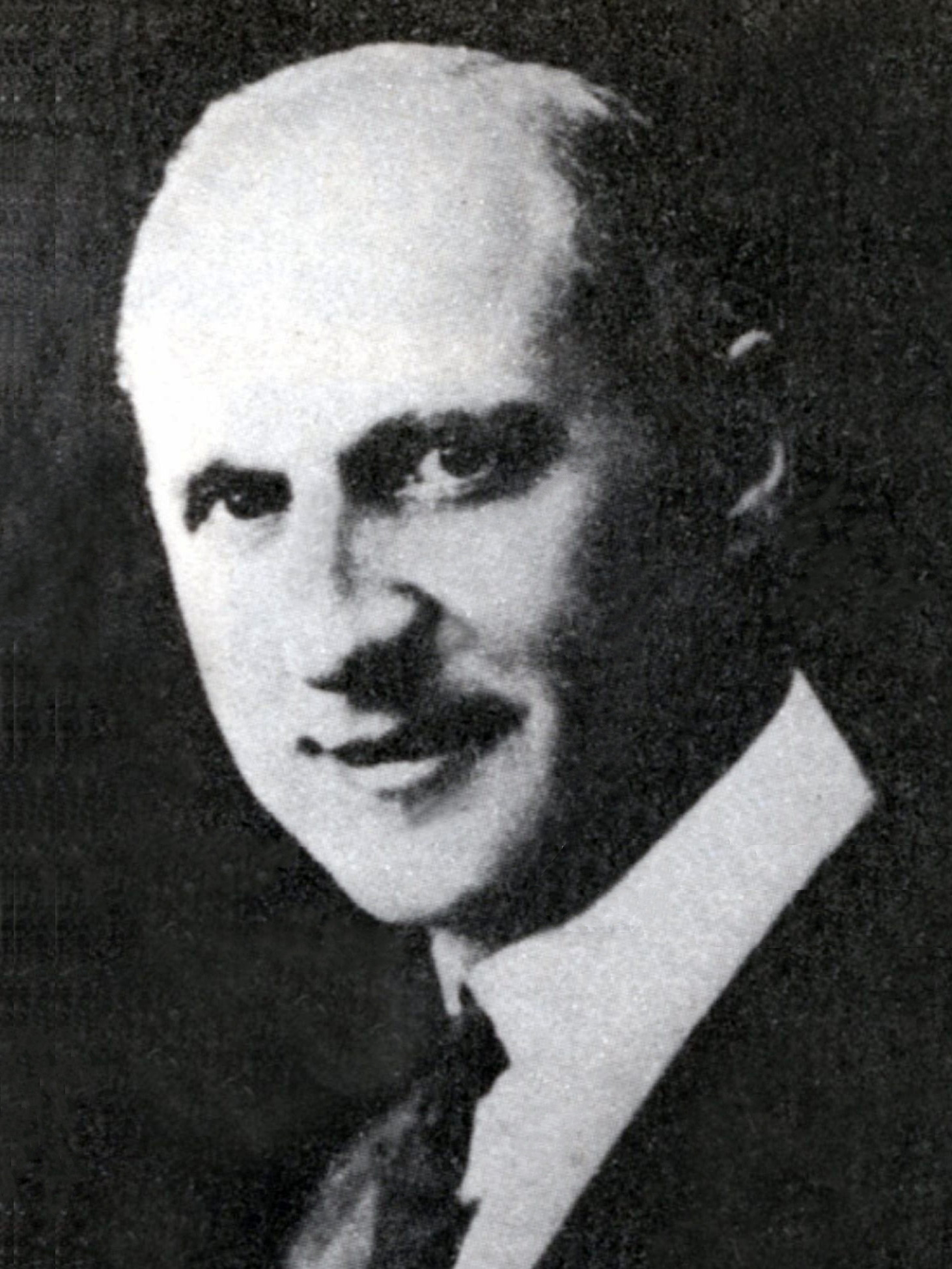
Harry Von Tilzer (1910)

Byl schopným hráčem na klavír a na calliope (americko-kanadský hudební nástroj). Úspěchy zaznamenal v oblasti skládání nových melodií a scénické hudby, již po několik let komponoval pro burleskní a vaudeville show. Mnoho jeho melodií nebylo nikdy zveřejněno, některé prodal bavičům za jeden nebo dva dolary. V roce 1898 za 15 $ prodal vydavateli svou píseň „My Old New Hampshire Home“ a sledoval, jak se z ní stal národní hit, jehož se prodalo přes dva miliony notových kopií. To ho přimělo stát se profesionálním skladatelem.
Uzavřel partnerství se společností Shapiro Bernstein Publishing Company. Jeho skladba „A Bird in a Gilded Cage“ z roku 1900 se stala jedním z největších hitů té doby. Stal se jedním z nejznámějších skladatelů Tin Pan Alley. V roce 1902 založil vlastní vydavatelskou společnost, ke které se brzy připojil jeho mladší bratr Albert Von Tilzer.
Mezi hity Harryho Von Tilzera patřily „A Bird in a Golded Cage“, „The Cubanola Glide“, „Wait 'Til The Sun Shines Nellie“, „Old King Tut“, „All Alone“, „Mariutch“, „The Ragtime Goblin Man“, „I Love My Wife, But Oh You Kid!“, „They Always Pick On Me“, „I Want a Girl (Just Like the Girl That Married Dear Old Dad)“ (s texty Williama Dillona), „And The Green Grass Grew All Around“, „On the Old Fall River Line“, „Under the Anheuser Bush“ a mnoho dalších.

## Smrt
Zemřel v New Yorku 10. ledna 1946. Nahrávací společnost Teleklew Productions Lawrence Welka dostala hudbu Harryho Von Tilzera v roce 1957.

## Práce na Brodwayi
- The Fisher Maiden (1903) – opera – hudební skladatel
- The Man From Now (1906) – muzikál – uváděný skladatel
- The Dairymaids (1907) – muzikál – uváděný písničkář
- Ziegfeld Follies of 1910 (1910) – revue – uváděný skladatel písně „I'll Get You Yet“
- Doctor Jazz (1975) – muzikál – uváděný skladatel písně „I Love It“
- Tintypes (1980) – revue – uváděný písničkář